# Freylinia vlokii
Freylinia vlokii là một loài thực vật có hoa trong họ Huyền sâm. Loài này được van Jaarsv. mô tả khoa học đầu tiên năm 1995.